# Ból korzeniowy
Ból korzeniowy (ból radikularny) – w praktyce klinicznej jeden z rodzajów bólu. Spowodowany bywa sprawami zapalnymi, urazowymi lub uciskowymi korzeni rdzeniowych tylnych. Promieniuje w zakresie pola unerwienia danego korzenia i np. w obrębie tułowia ból korzeniowy ma charakter opasujący.